# Старе Внори
Старе Внори (пол. Stare Wnory) — село в Польщі, у гміні Кобилін-Божими Високомазовецького повіту Підляського воєводства.
Населення — 209 осіб (2011).
У 1975-1998 роках село належало до Ломжинського воєводства.

## Демографія
Демографічна структура станом на 31 березня 2011 року:
|          | Загалом | Допрацездатний вік | Працездатний вік | Постпрацездатний вік |
| -------- | ------- | ------------------ | ---------------- | -------------------- |
| Чоловіки | 117     | 31                 | 71               | 15                   |
| Жінки    | 92      | 20                 | 45               | 27                   |
| Разом    | 209     | 51                 | 116              | 42                   |